# Александар Станкович (футболіст, 2005)
Алекса́ндар Ста́нкович (серб. Александар Станковић; нар. 3 серпня 2005, Мілан) — сербський футболіст, півзахисник бельгійського клубу «Брюгге».

## Клубна кар'єра

### «Інтернаціонале»
Вихованець італійського клубу «Інтернаціонале». 29 вересня 2023 року продовжив контракт з клубом. В сезоні 2023–24 виступав за молодіжну команду в чемпіонаті Прімавери, провівши 26 матчів, в яких забив 8 голів.

#### Оренда в «Люцерн»
3 липня 2024 року відправився в сезонну оренду в швейцарський «Люцерн» з опцією викупу. 21 липня дебютував за нову команду в матчі швейцарської Суперліги проти «Серветта», вийшовши в стартовому складі. 26 жовтня 2024 року в поєдинку Суперліги проти клубу «Івердон Спорт» забив свій перший гол за «Люцерн». Всього за час оренди провів 40 матчів, відзначившись трьома м'ячами.

### «Брюгге»
24 липня 2025 року перейшов у бельгійський «Брюгге», підписавши чотирічний контракт. Сума трансфере становила 9,5 млн євро. 1 серпня 2025 року дебютував за «Брюгге» в матчі Про-ліги проти «Мехелена», заманивши Рафаеля Оньєдіку. 6 серпня 2025 року в поєдинку кваліфікації Ліги чемпіонів УЄФА проти австрійського клубу «Ред Булл» дебютував у єврокубках.

## Кар'єра в збірній
Виступав за збірні Сербії до 16, до 17, до 18 і до 19 років. В травні 2022 року в складі збірної до 17 років виступав на юнацькому чемпіонаті Європи в Ізраїлі. На турнірі провів 5 матчів (усі — як капітан), а його команда дійшла до півфіналу, де поступилась збірній Нідерландів у серії пенальті.

## Особисте життя
Син колишнього сербського футболіста Деяна Станковича. Його брат, Філіп, також професіональний футболіст і виступає за «Венецію».

## Статистика виступів
Станом на 19 серпня 2025
| Клуб              | Сезон             | Чемпіонат         | Чемпіонат | Чемпіонат | Кубок | Кубок | Єврокубки | Єврокубки | Інші  | Інші | Всього | Всього |
| Клуб              | Сезон             | Дивізіон          | Матчі     | Голи      | Матчі | Голи  | Матчі     | Голи      | Матчі | Голи | Матчі  | Голи   |
| ----------------- | ----------------- | ----------------- | --------- | --------- | ----- | ----- | --------- | --------- | ----- | ---- | ------ | ------ |
| Інтернаціонале    | 2022–23           | Серія A           | 0         | 0         | 0     | 0     | 0         | 0         | 0     | 0    | 0      | 0      |
| Інтернаціонале    | 2023–24           | Серія A           | 0         | 0         | 0     | 0     | 0         | 0         | 0     | 0    | 0      | 0      |
| Інтернаціонале    | Всього            | Всього            | 0         | 0         | 0     | 0     | 0         | 0         | 0     | 0    | 0      | 0      |
| → Люцерн          | 2024–25           | Суперліга         | 38        | 3         | 2     | 0     | —         | —         | —     | —    | 40     | 3      |
| Брюгге            | 2025–26           | Про-ліга          | 3         | 0         | 0     | 0     | 3         | 0         | 0     | 0    | 6      | 0      |
| Всього за кар'єру | Всього за кар'єру | Всього за кар'єру | 41        | 3         | 2     | 0     | 3         | 0         | 0     | 0    | 46     | 3      |

1. ↑  Матчі в Лізі чемпіонів УЄФА

## Досягнення
«Інтернаціонале»
- Володар Кубка Італії: 2022–23[19]
- Володар Суперкубка Італії: 2023[20]